# Amphilimna polyacantha
Amphilimna polyacantha is een slangster uit de familie Amphiuridae.
De wetenschappelijke naam van de soort werd in 1983 gepubliceerd door Yulin Liao.